# España camisa blanca de mi esperanza
España camisa blanca de mi esperanza es el título de una canción interpretada por Ana Belén y compuesta por su marido Víctor Manuel.

## Descripción
Compuesta en un tiempo en que España se estaba comenzando a consolidar como joven democracia, el tema recuerda las penurias del país y pasadas épocas de enfrentamientos fratricidas y apela a un futuro de esperanza compartido.
Si bien la letra se ha atribuido al poeta Blas de Otero, o al menos la inspiración en uno de sus poemas, Víctor Manuel ha relatado que de Otero solo tomó la frase Camisa blanca de mi esperanza, siendo el resto de la composición obra propia. Igualmente aclara que la confusión pudo nacer de que cuando se intepretó por primera vez la canción en televisión (programa Esta noche, de TVE, 1982, con Carmen Maura), erróneamente se rotuló como autor a Blas de Otero.

## Versiones
Versionada en 2004 por La Oreja de Van Gogh, con motivo de atentados del 11 de marzo de 2004 en Madrid.
Fue interpretada por Ana Belén con Agoney en el programa de TVE Dúos increíbles el 15 de diciembre de 2022.
En la Navidad de 2024, Ana Belén volvió a cantarla en el Museo del Prado,  como parte de la felicitación de Año Nuevo de esta institución. La canción se interpreta a capela, desde las salas del museo dedicadas a Velázquez y Goya, tomando como complemento de la narración algunos cuadros de estos pintores. El museo considera esta canción un «icónico canto de esperanza». 